# Epidendrum centropetalum
Epidendrum centropetalum Hágsater & Dodson, 2001, è una pianta della famiglia delle Orchidacee originaria dell'America centrale.

## Descrizione
È un'orchidea di medio-piccole dimensioni con crescita epifita su alberi della foresta umida tropicale. E. centropetalum ha radici robuste e steli delicati che possono produrre nuove piantine in tutta la loro lunghezza, che portano foglie lucide di forma lineare-lanceolata.
La fioritura avviene normalmente dal tardo inverno all'estate, mediante un'infiorescenza terminale, racemosa, ombrelliforme, breve, che si origina dall'apice dello stelo maturo e porta pochi fiori. Qeesti sono grandi meno di 4 centimetri, con petali e sepali ovato ellittici di colore rosa  come il labello imbutiforme bilobato.

## Distribuzione e habitat
La specie è originaria dell'America centrale, in particolare di Nicaragua, Costa Rica e Panama dove cresce epifita sugli alberi della foresta semi-decidua, in pieno sole, da 1200 a 1500 metri di quota.

## Sinonimi
Oerstedella centropetala (Rchb.f.) Rchb.f., 1852

Oerstedella centradenia Rchb.f., 1852

Epidendrum centradenia (Rchb.f.) Rchb.f., 1865

Epidendrum tenuiflorum Schltr., 1906, nom. illeg.

Epidendrum aberrans Schltr., 1918

Epidendrum leprosum Schltr., 1923

Oerstedella tenuiflora Hágsater, 1981

Oerstedella aberrans (Schltr.) Hamer, 1983

## Coltivazione
Questa pianta richiede in coltivazione esposizione all'ombra, temperature elevate e frequenti irrigazioni in particolare nel periodo della fioritura.